# Ceratogomphus triceraticus
Ceratogomphus triceraticus – gatunek ważki z rodziny gadziogłówkowatych (Gomphidae). Jest endemitem Południowej Afryki; stwierdzono go jedynie w Prowincji Przylądkowej Zachodniej.
Imago lata od listopada do końca kwietnia. Długość ciała 57–58 mm. Długość tylnego skrzydła 32,5–33 mm.